# Constantine Maroulis
Constantine James Maroulis (Brooklyn, 17 september 1975) is een Amerikaanse rockzanger en acteur. Hij is vooral bekend door zijn rol als Constantine Parros in The Bold and the Beautiful, en door zijn deelname aan American Idol.
- International Standard Name Identifier: 0000 0000 4275 3351
- Library of Congress Control Number: no2005064859
- MusicBrainz: 71545654-a101-4c1d-a4d3-4be425abb695
- Virtual International Authority File: 12041372
- WorldCat: E39PBJmDhKxGTFYwFmybRTB773